# Artemisia borealis
Artemisia borealis là một loài thực vật có hoa trong họ Cúc. Loài này được Pall. mô tả khoa học đầu tiên năm 1776.